# Aeroporto Regional de Tefé
O Aeroporto de Tefé (IATA: TFF, ICAO: SBTF) é um aeroporto brasileiro localizado no município de Tefé, centro do estado do Amazonas. Fica a cinco quilômetros do centro da cidade. No dia 31 de março de 1980 o aeroporto passou a ser administrado pela INFRAERO.
O Aeroporto de Tefé foi criado para atender as demandas da FAB nas ações do Correio Aéreo Nacional (CAN), prestando apoio às comunidades civis da calha do médio Solimões. Denominado apenas como Aeroporto de Tefé, começou a ser administrado pela Infraero em 30 de Março de 1980.
Localizado no centro do Estado do Amazonas, o Aeroporto de Tefé desempenha um importante papel para a atividade comercial local e para os municípios vizinhos, além de apoio ao turismo e de pesquisas nacionais e internacionais.
Além de ser uma das principais portas de entrada para o desenvolvimento do interior no norte do Brasil, possui localização geográfica estratégica. É uma alternativa para voos que, por motivos diversos, dependem do auxílio da navegação aérea mantida pela Infraero.

## Reforma
É um dos 25 aeroportos do Amazonas incluídos no PDAR - Plano de Desenvolvimento da Aviação Regional, criado em 2012, do Governo Federal, que visa construir e/ou reformar num total de 270 aeroportos em todo o país.